# 广西佛肚苣苔
广西佛肚苣苔（学名：Oreocharis stewardii）为苦苣苔科马铃苣苔属下的一个种。